# Caprella septentrionalis
Caprella septentrionalis is een vlokreeftensoort uit de familie van de Caprellidae. De wetenschappelijke naam van de soort is voor het eerst geldig gepubliceerd in 1838 door Krøyer.